# Kanton Berre-l'Étang
Kanton Berre-l'Étang is een kanton van het Franse departement Bouches-du-Rhône. Het kanton maakt deel uit van de 
arrondissementen Istres en Aix-en-Provence.

## Gemeenten
Het kanton Berre-l'Étang omvatte tot 2014 de volgende 3 gemeenten:
- Berre-l'Étang (hoofdplaats)
- Rognac
- Saint-Chamas

Bij de herindeling van de kantons door het decreet van 27 februari 2014, met uitwerking op 22 maart 2015, werden daar de volgende 6 gemeenten, afkomstig van het behouden kanton Pélissanne, aan toegevoegd :
- Cornillon-Confoux
- Coudoux
- La Fare-les-Oliviers
- Lançon-Provence
- Velaux
- Ventabren